# Biserica Spirea Veche
Biserica Spirea Veche a fost un lăcaș de cult ortodox din București, România, situat în fostul cartier din Dealul Arsenalului. A fost una din cele trei biserici demolate de comuniști, alături de Biserica Izvorul Tămăduirii și Biserica Albă-Postăvari, pentru a face loc ansamblului Casa Republicii. Biserica a fost pusă la pământ în noaptea de 27 aprilie 1984, iar distrugerea ei s-a făcut prin dinamitări succesive, fiind una din primele biserici cu structura de rezistență din beton armat.

## Istoric
Biserica a fost ctitorită în secolul al XVIII-lea, probabil cândva între 1740-1750, de către un grec venit din insula Corfu, Spiridon Kristofi (după alte surse Spiros Hristof), românizat Spirea. Acesta a fost ajutat la ridicarea lăcașului de către o rudă, fost ceauș spătăresc, iar biserica a fost pardosită, pictată și înzestrată după moartea sa de către ginerii săi. Kristofi a fost înmormântat în interiorul lăcașului ctitorit de el, iar pe piatra de mormânt era menționată data decesului, 1765. Biserica a dat ulterior numele întregului cartier al Dealului Spirii.
După construcție, Spiridon Kristofi a închinat biserica drept metoh Mitropoliei, iar în 1776 mitropolitul Grigorie a închinat-o mănăstirii Grigoriu de la Muntele Athos. Această închinare a fost întărită de un hrisov din 1777 al domnitorului Alexandru Ipsilanti.